# Cima de los Altos de Bernal

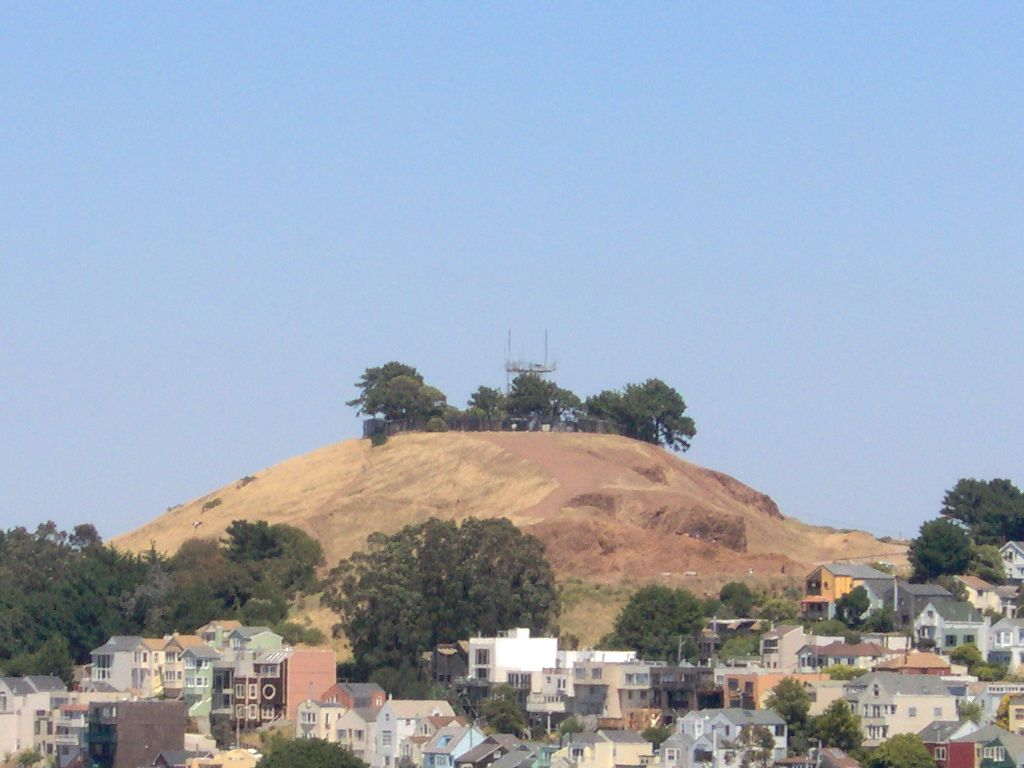
La loma de los Altos de Bernal y la torre de microndas entre los árboles.

La cima de los Altos de Bernal (del inglés «Bernal Heights Sumitt») o cerro de los Altos de Bernal («Bernal Heights Hill») es una pequeña montaña en San Francisco (California) que se alza sobre el Barrio de los Altos de Bernal («Bernal Heights»). El cerro está rodeado por viviendas y pequeñas tiendas de barrio. El área superior de la loma está libre de construcciones y forma el parque «Bernal Hill Park». La loma tiene una altitud de 132 m. (37°44′35″N 122°24′57″O / 37.74306, -122.41583).

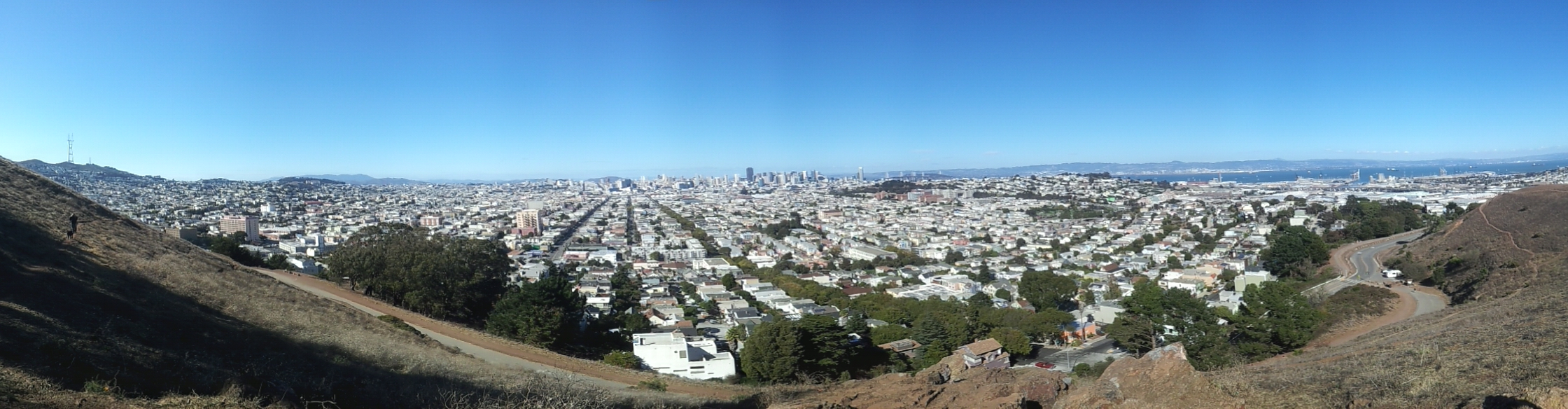
Panorama desde la cima de los Altos de Bernal

## Historia
La historia de la loma comienza con los indígenas Ohlone quienes cazaba-recolectaban en el área. Luego de su colonización y genocidio por los conquistadores y la independencia mexicana fue utilizado para alimentación de las vacas en sus pastos por don José Cornelio Bernal quien se le otorgó el título a la parcela que incluía a la loma en 1839. El le puso el nombre «Rancho Rincón de las Salinas y Potrero Viejo». A mediados de 1860 los terrenos le pertenecían al comerciante francés Francois Pioche, quién subdividió el terreno en parcelas más pequeñas. Para aquel entonces el área ya era parte de los Estados Unidos y permanecía libre de desarrollo urbano hasta el Terremoto de San Francisco de 1906. Luego de este terrible seísmo se hicieron construcciones de viviendas y comercios rápidamente para abastecer a los refugiados de la destrucción masiva desde las área devastadas del ahora antiguo San Francisco. 
A mediados del siglo XX se llenó de afroamericanos que trabajaban en una base naval del área en «Hunter's Point» (Punta Cazador) para el «Frente Casero» construyendo armas, buques u otros útiles de guerra para las guerras mundiales. Durante de guerra de Viet Nam se le dio el apodo Loma Roja debido a la concentración de cooperativas comunistas y activista antiguerra en el barrio. Durante la década de 1990 el área de clase trabajadores comenzó a gentrificarse por su proximidad a centros obreros en Silicon Valley y el centro de San Francisco porque se ubica muy cerca de autopistas y transporte público (El BART y el Muni). El barrio tiene el número más alto de familias lesbianas en San Francisco y con frecuencia se le denota como «Maternal Hill» (Loma Maternal) como metáfora con el nombre verdadero con quien rima en inglés «Bernal Hill» (Loma Bernal).